# Matthew Fryatt
Matthew "Matty" Fryatt, född 5 mars 1986 i Nuneaton, Warwickshire, är en engelsk fotbollsspelare.
Fryatt började sin karriär med Walsall där han spelade i tre år, 70 matcher och 27 mål för anfallaren. År 2003-2004 var han utlånad till Carlisle United i League One. Men år 2006 såldes Fryatt till Leicester City och han skrev på ett 3,5 års kontrakt med klubben. 2008 blev Leicester nedflyttade till League One. Väl där gjorde Fryatt fina prestationer och han blev utnämnd till årets spelare i League One och var med i årets elva. Fryatt gjorde 32 mål på 51 matcher i League One, ett bidrag till Leicesters direkta uppflyttning. Fryatt visade sin målfarlighet även i the Championship där han hann göra 11 mål innan han bröt käken på två ställen i en match mot Doncaster Rovers. Fryatt kom dock tillbaka den säsongen med spel i tre matcher; i säsongsavslutningen mot Middlesbrough och i semifinalerna (1 och 2) mot Cardiff i kvalet till Premier League.
1 januari 2011 gick Hull ut på sin hemsida och meddelade att man värvat Fryatt för 1,2 miljoner pund.

## Meriter
Leicester City
- League One mästare: 2009

Individuellt
- Invald i årets League One lag: 2009